# Caisinho
O Caisinho é uma instalação portuária portuguesa, localizada ao lugar do Canto, freguesia da Santo Amaro, concelho de São Roque do Pico, ilha do Pico, arquipélago dos Açores.
Esta instalação portuária é principalmente utilizada para fins piscatórios e de recreio. 